# ویزنبورگ
ویزنبورگ (به آلمانی: Wiesenburg/Mark) یک شهر در آلمان است که در پوتسدام-میتلمارک واقع شده‌است. ویزنبورگ ۵٬۱۳۰ نفر جمعیت دارد.